# Adolf Hacker (Bildhauer)

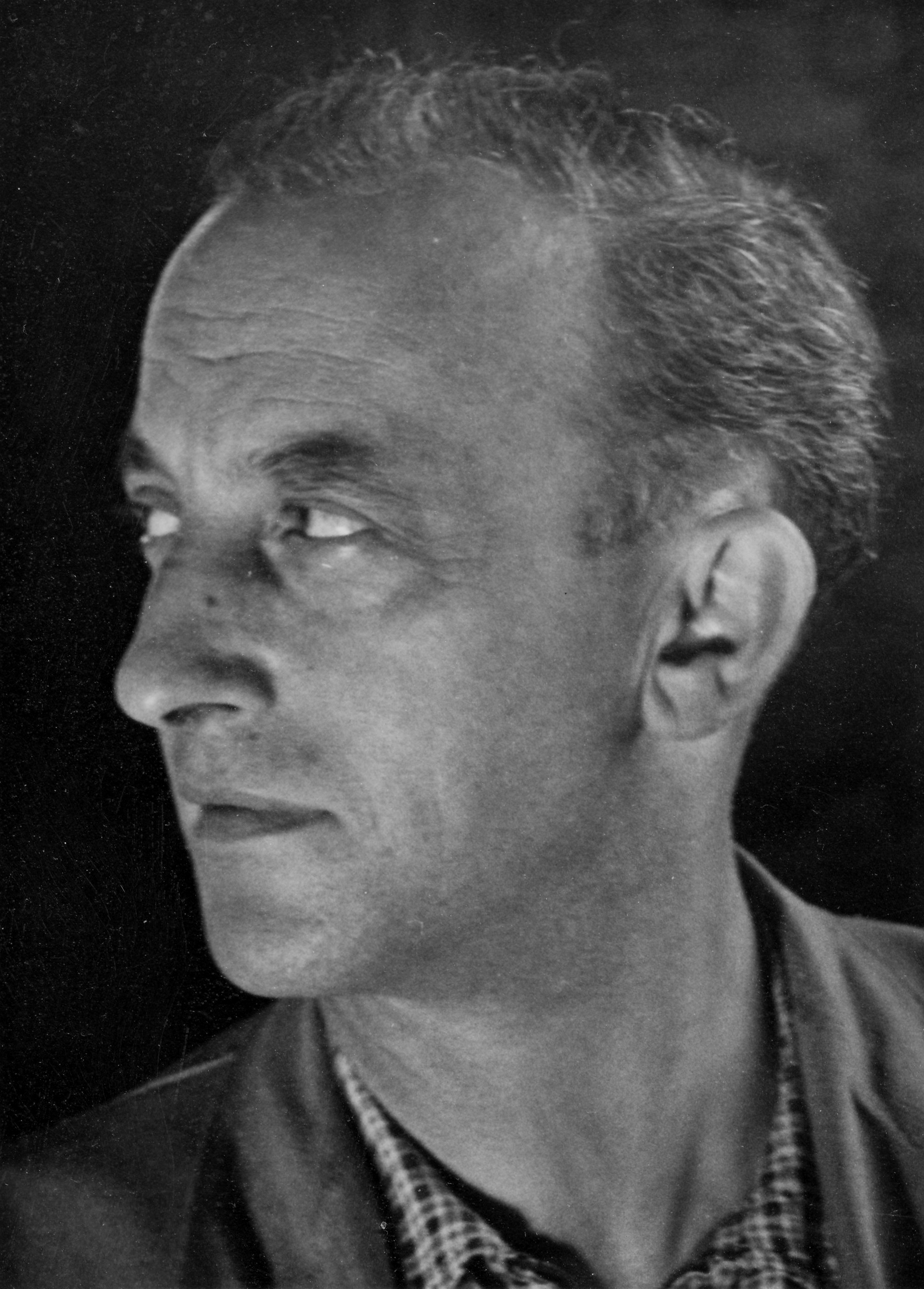
Adolf Hacker ca. 1950

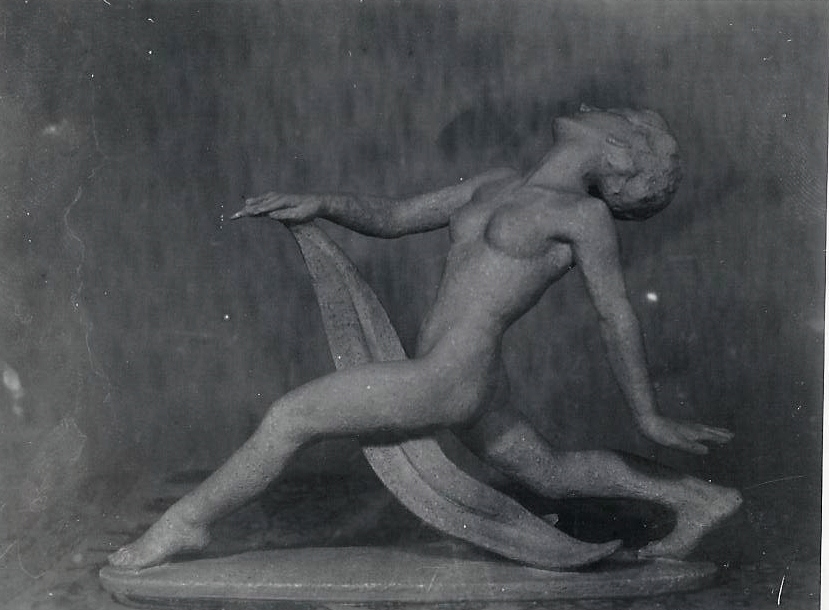
Tanzstudie, Tonplastik 1941

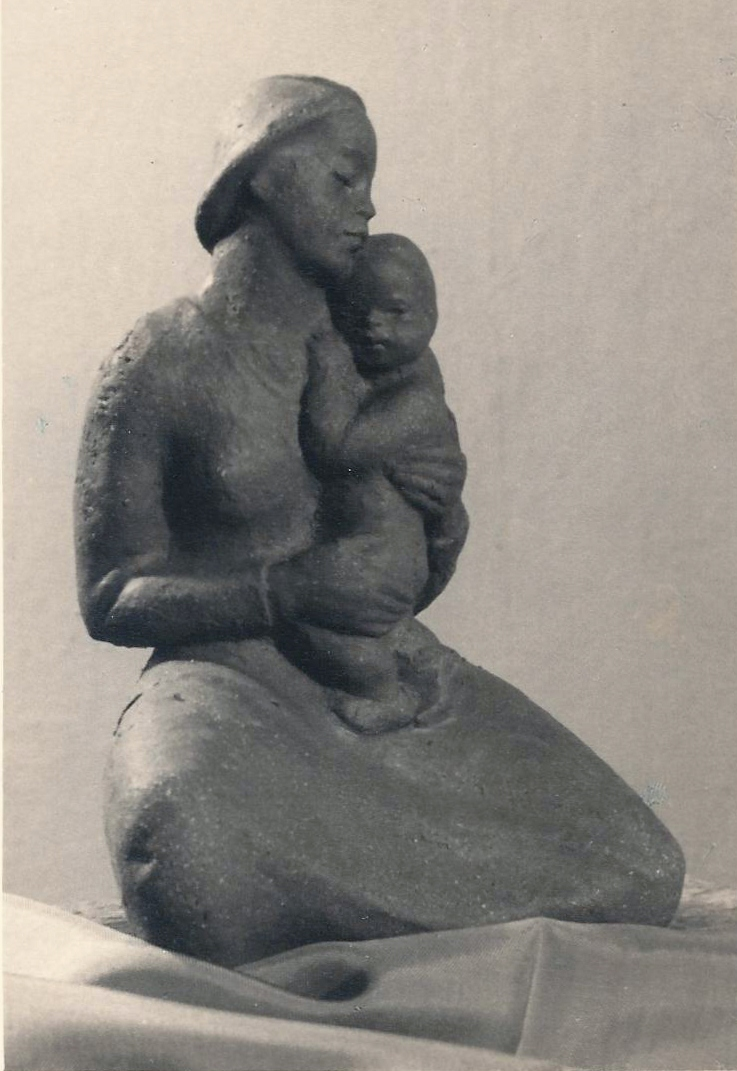
Lebensglück, Tonplastik 1955

August Adolf Hacker (* 12. Dezember 1908 in Neu Weißstein bei Waldenburg, Landkreis Waldenburg, Provinz Schlesien; † 14. Januar 1956 in Torgau, DDR) war ein deutscher Bildhauer und Industriedesigner.

## Leben
Adolf Hacker besuchte von 1914 bis 1922 die Waldenburger Realschule. Von 1923 bis 1926 war er Modelleurlehrling in der Porzellanfabrik C. A. Tielsch in Altwasser bei Waldenburg, die Ausbildung erfolgte an der Gewerblichen Berufsschule Waldenburg. 
Von 1927 bis 1929 studierte an der Staatlichen Kunstgewerbeschule München in der Meisterklasse bei Heinrich  Waderé.

## Leistungen
Von 1932 bis 1945 war Adolf Hacker bei der Steingutfabrik Villeroy & Boch in Torgau erster Modelleur für sämtliche Geschirr- und Keramikneurodukte. Daneben modellierte er Porträts (Plaketten) sowie aus Ton hohl modellierte und gebrannte Klein- und Großplastiken.
Von Ende 1945 bis zu seinem Tod 1956 war Adolf Hacker als freischaffender Künstler in Torgau tätig. 1951 war er gemeinsam mit Karl Herrmann Schmidt, Kurt Markus und Fritz Walther an der Neugründung des Museums in Torgau beteiligt.